# Болезнь Боуэна
Болезнь Боуэна (дерматоз Боуэна) — редкое кожное заболевание. Впервые было описано американским дерматологом Дж. Т. Боуэном, в 1912 г., а в 1914 г. было названо в его честь.

## Этиология, патогенез, клиническая картина
Заболевание встречается у людей старшего возраста, преимущественно женщин. Возникает, как правило, на туловище, верхних конечностях и в промежности. Возникновение болезни Боуэна связывается с травмами кожи, действием ультрафиолетового излучения, а также контактом с веществами, содержащими мышьяк (например, лекарствами или веществами химической промышленности).
При заболевании на коже возникают солитарные либо в трети случаев множественные очаги: вначале это небольшое красное пятно или бляшка неправильной либо округлой формы с шелушением. Такие бляшки образуются при слиянии красноватых папул и узлов. Белые или жёлтые чешуйки на бляшке легко удаляются, под ними обнаруживается красная мокнущая поверхность. Бляшка чётко отграничена от окружающих тканей, постепенно растёт и со временем возвышается над уровнем кожи. Бляшка имеет пёстрый вид вследствие появления зон атрофии, гиперкератоза, разрастаний. В ряде случаев при болезни Боуэна возникают несколько постепенно сливающихся очагов. Постепенно процесс распространяется на весь слой эпидермиса. Со временем разрастающиеся очаги трансформируются в плоскоклеточный рак, что позволяет говорить о болезни Боуэна как о предраке.
При диагностике болезнь Боуэна следует отличать от псориаза, актинического кератоза и базалиомы.

## Лечение
Лечение болезни Боуэна — хирургическое с иссечением в пределах здоровых тканей с обязательным гистологическим исследованием. Применяется также криодеструкция и лучевая терапия.